# Zentralverkehrsleitstelle

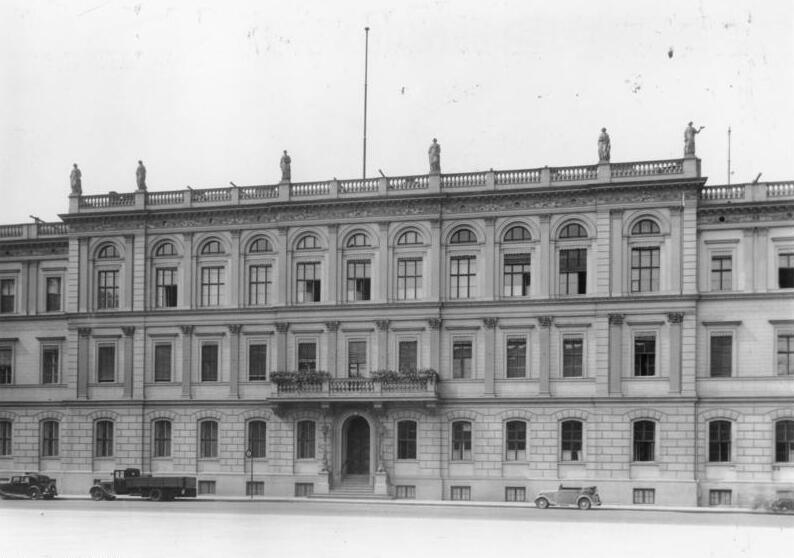
Das Reichsverkehrsministerium am Wilhelmplatz in Berlin (1937), Aufnahme aus dem Bundesarchiv

Die Zentralverkehrsleitstelle , abgekürzt ZVL war eine am 16. Juni 1942 geschaffene Einrichtung der Deutschen Reichsbahn zur verbesserten Organisation der Transporte während des Zweiten Weltkriegs. Sie organisierte den Transportbedarf militärischer und ziviler Organisationen und koordinierte zu diesem Zweck den Einsatz von Transportmitteln auf Schiene und Binnengewässern zusammen mit regionalen Leitstellen.

## Gründung und Aufgaben
„Einsetzung einer Zentralverkehrsleitstelle. Um die zweckmäßige, den Bedürfnissen der Kriegswirtschaft entsprechende Verteilung der Transporte im gesamten Reichsgebiet nach einheitlichen Gesichtspunkten sicherzustellen, hat der Reichsverkehrsminister eine Zentralverkehrsleitstelle am Sitz der Generalbetriebsleitung Ost der Deutschen Reichsbahn in Berlin errichtet“

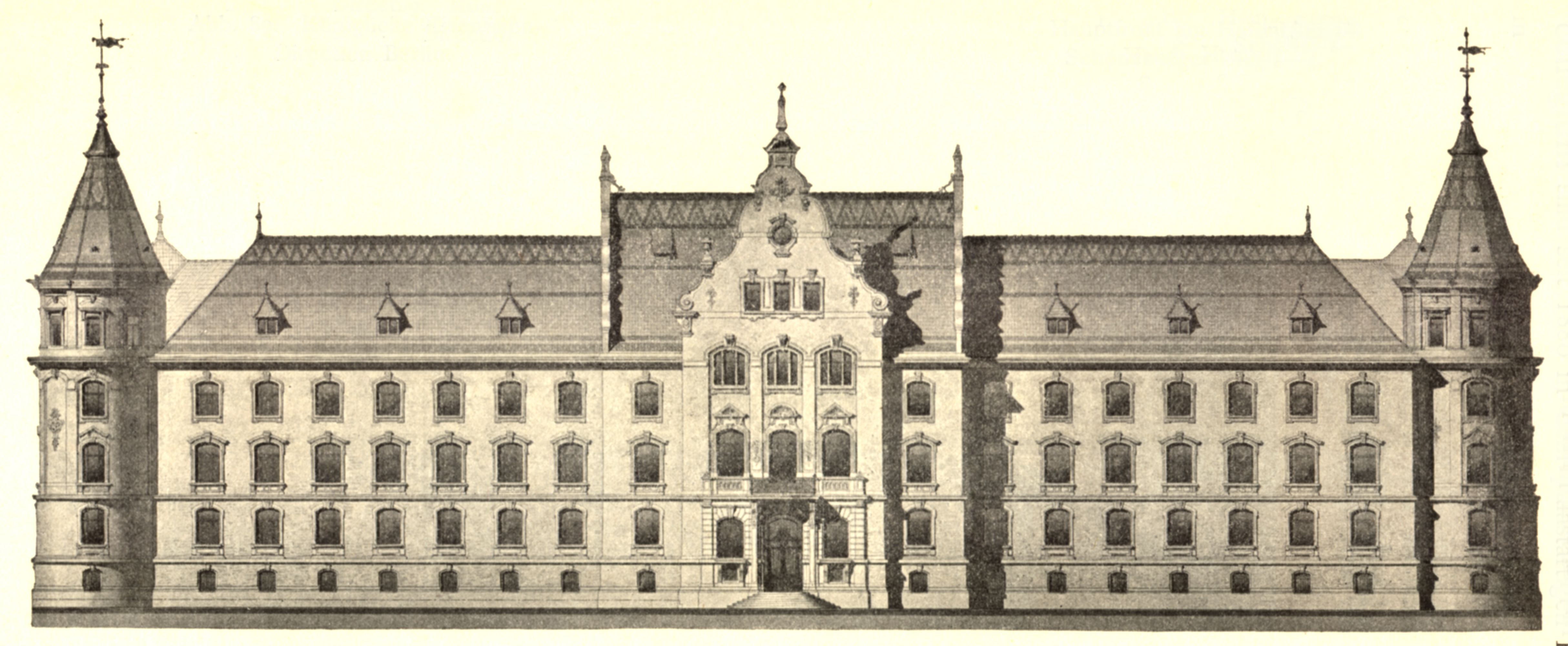
Fassade der Reichsbahndirektion Berlin (Entwurf 1896)

Der Hinweis wird in der Literatur bestätigt:

„Zur Entlastung des Reichsverkehrsministeriums wurde im Juni 1942 die Zentralverkehrsleitstelle (ZVL) bei der Generalbetriebsleitung Ost eingerichtet.“
Die Generalbetriebsleitung Ost befand sich im Gebäude der Reichsbahndirektion Berlin am Schöneberger Ufer am Landwehrkanal und wurde von Ernst Emerich geleitet. Emerich übernahm auch die Leitung der ZVL.
Als Grund der Zentralisierung werden vor allem Reibungen unter den „Gebietsverkehrsleitungen“ über die Zuteilung von Eisenbahnladeraum genannt.

## Organisationsstruktur und Bedarfsträger
Es „sollte auch vermieden werden, daß Anträge über die Versorgung von Laderaum an das Reichsverkehrsministeriums (RVM) gestellt wurden. Die Zentralverkehrsleitstelle (ZVL) stimmte in regelmäßigen Sitzungen die von den Ressorts angemeldeten Transportwünsche mit den Transportmöglichkeiten ab. Als Mitglieder gehörten der ZVL der Sonderbeauftragte für den Transport der Kohle (Vierteljahresplan), und je ein Vertreter des Reichsministerium für Bewaffnung und Munition, des Reichswirtschaftsministeriums und des Reichsministeriums für Ernährung und Landwirtschaft an. An den Sitzungen, die meist der Präsident der Generalbetriebsleitung Ost leitete, nahmen gewöhnlich Vertreter der wichtigsten zivilen und militärischen Bedarfsträger, Referenten der Abteilung Eisenbahn und Binnenschiffahrt des RVM und der Leiter des Hauptwagenamtes teil.“
„Für die Bereiche der Generalbetriebsleitungen wurden Gebietsverkehrsleitungen geschaffen […] ‚West’ behandelte den Verkehr zwischen Deutschland und Frankreich, Belgien und Holland, ‚Süd’ die Schiffahrt Donau, Neckar, Main und ‚Ost’ [den Bereich] östlich der Elbe mit Wasserstraßen. […] Den Verkehr mit dem Südosten regelte die Frachtenleitstelle Südost in Berlin als selbstständiges Organ.“

## Hintergrund
Die Einrichtung der ZVL schuf eine veränderte organisatorische Struktur, da sie den noch aus der Vorkriegszeit stammenden dezentralen Aufbau der Transportkoordination im Deutschen Reich, der sich nach den anfänglichen Kriegserfolgen noch um die Eisenbahnnetze in den besetzten Territorien erweiterte, auflöste und in einer Zentrale in Berlin neu ausrichtete. Eine derartige Zentralisierung konnte nur durch eine adäquat erneuerte Kommunikationstechnik gewährleistet werden.

### Technik
Die Reichsbahn besaß schon seit 1928 ein vom öffentlichen Telefonnetz unabhängiges System zur Nachrichtenübermittlung – die BASA-Technologie –, das jedoch bei dem extrem hohen kriegsbedingten Verkehrsaufkommen erhebliche Schwächen besaß und parallel zur Neuorganisation mit einem von Siemens & Halske entwickelten System auf der Basis neuer elektrotechnischer Komponenten unterstützt wurde. Durch neue Mechanismen im bahneigenen Telefonverkehr gelang es, die Steuerung von Zugfolgen, ihre Verteilung und den Einsatz von Lokomotiven und Wagen zu optimieren. Konfiguriert als zentralisiertes Kommunikationssystem konnte damit der Eisenbahnverkehr im Deutschen Reich und in den besetzten Gebieten nicht nur zentral, sondern ohne die zuvor unumgänglichen Verzögerungen direkt gesteuert werden.
Zum Schutz dieser Anlage wurde der BASA-Bunker errichtet, der in einer Luftaufnahme vom September erstmals als im Bau befindlich erkennbar ist. Die Technologie kam ab 1944 zum Einsatz.
Die ab 1942 bereits an mehreren Fronten (inkl. der systematischen Bombardierungen durch die alliierte Luftwaffe) kritische militärische Lage führte dazu, dass das gesamte Eisenbahnnetz konsequent auf den Transportbedarf der Wehrmacht ausgerichtet wurde. Dies war der erste Zweck der Zentralisierung, danach folgte der Bedarf der Rüstungsindustrie. In einer Organisation, die auf höchstmögliche Effizienz ausgerichtet war, blieb jedoch kein Aufgabenbereich unberücksichtigt.

### Deportationsverkehr
„Für die umfangreichen Massendeportationen (wurden) weder eine eigene Dienststelle geschaffen, noch nennenswerte personelle Veränderungen vorgenommen. […] Judentransporte wurden zwar in aller Regel als Güterzüge abgefertigt, aber in der Planung als Personen-Sonderzüge behandelt. […] Deportationszüge wurden hierbei zusammen mit Sonderzügen für Erntehelfer, Zwangsarbeiter oder volksdeutsche Aussiedler behandelt.“
Ähnlich wie die Wehrmacht mit dem Chef des Wehrmachttransportwesens besaß das Reichssicherheitshauptamt einen „Transportbeauftragte[n] in Eichmanns Judenreferat“, der den Bedarf an Transportmitteln für „Evakuierungen“ zur Ausführung an die „Dienststelle 211 (Sonderzüge)“ der Reichsbahn übermittelte.

„Wegen der Verknüpfung mit der „Endlösung“ stellten die Judendeportationen im Geschäftsbetrieb der Reichsbahn im Sinne des Nationalsozialismus eine wichtige Aufgabe dar, waren zahlenmäßig aber eher unbedeutend. Zehn oder zwanzig Deportationszüge bildeten in den Augen der Bahnbürokratie angesichts eines Gesamtaufkommens von 20 000 Zügen pro Tag (1942) ein Randproblem.“

Mehrfach wurde ab Juni 1942 „im Zusammenhang mit Truppentransporten eine […] Einstellung des Deportationsverkehrs verfügt.“ Helmut Schwarz belegt dabei Interventionen der SS – teils durch Himmler persönlich bei Albert Ganzenmüller, dem stellvertretenden Generaldirektor der Deutschen Reichsbahn, der ohne weiteres die „erbetenen Züge“ beschaffte: „Die Transportmaschinerie lief wieder an. Sie stockte mitunter, kam aber trotz heftiger Rückzugskämpfe an allen Fronten bis zur Aufgabe von Auschwitz […] nicht mehr zum Stillstand.“
Die flexible Reaktion Ganzenmüllers konnte durchaus eine Folge der optimierten Verkehrsorganisation sein.

## Auswirkung auf die Kriegsführung
Hinweise auf eine effizientere Art der Organisation des Eisenbahnverkehrs finden sich im Rahmen der Vorbereitung der Ardennenoffensive. Hitler beauftragte den Wehrmachts-Transportchef Rudolf Gercke, das Gros der Angriffstruppen, Waffen, Munition, Betriebsmittel sowie Versorgungsgüter kurz vor dem Angriff (am 16. Dezember 1944) aus dem Hinterland in Frontnähe zu bringen:
„Anfang Oktober [1944] hatte Gercke den Aufbau des Transportsystems fast beendet […] Gerckes wichtigste Aufgabe […] war die gründliche Überholung der Deutschen Reichsbahn.“ Nach Abschluss der Planung ...

„... mußten Zehntausende von Soldaten und Zehntausende von Tonnen Material bei Nacht unauffällig von den Sammelstellen zu ihren Einsatzpunkten dicht hinter der Front transportiert werden. […] Am 7. Dezember, bei Anbruch der Dunkelheit, war das erste Verladen beendet, und alle Transporte rollten in die gleiche Richtung – den Ardennen entgegen. Am nächsten Tag um drei Uhr morgens waren alle Züge entladen und befanden sich auf dem Rückweg zum Rhein. Vor Tagesanbruch wurden sie am Ausgangspunkt von neuem beladen. So ging das drei Tage lang.“

„Am 11. Dezember war die Aufstellung abgeschlossen. Die Reichsbahn hatte ein wahres Wunder vollbracht und die erste Welle in die Angriffszone transportiert.“ Der Hintergrund zu diesem „Wunder“ war dem Autor nicht bekannt.
Auch die überraschende Verlegung der 6. Panzerarmee und weiterer Einheiten im Februar 1945 nach Ungarn für die Plattenseeoffensive wird durch die neue Steuerungstechnik begünstigt, wenn nicht gar ermöglicht worden sein.